# 北懷爾德伍德 (新澤西州)
北懷爾德伍德（英語：North Wildwood）是一個位於美國新澤西州開普梅縣的城市。

## 人口
根據2020年美國人口普查的數據，北懷爾德伍德的面積為6.46平方千米，當中陸地面積為4.47平方千米，而水域面積為1.99平方千米。當地共有人口3621人，而人口密度為每平方千米561人。